# Bacula
Bacula és un sistema lliure per a fer còpies de seguretat en xarxa.

## Introducció
Bacula és un conjunt de programes que permeten a un administrador de sistemes realitzar, restaurar o verificar còpies de seguretat. El nom d'aquest projecte de programari lliure juga amb la contracció de les paraules Backup (còpia de seguretat en anglès) i Dràcula, en aquest sentit el lema del projecte segueix la metàfora: "Ve a les nits i xucla l'essència vital dels ordinadors".
Bacula pot fer còpies d'un o de diversos ordinadors a través de la xarxa i funciona en molts sistemes operatius diferents, inclosos Linux, Solaris, FreeBSD, NetBSD, Windows, Mac OS X, OpenBSD, HP-UX, Tru64 i IRIX.
La informació copiada es pot emmagatzemar en diversos suports físics com ara cinta magnètica, DVD o CD-ROM.
Bacula és programari lliure publicat sota llicència AGPL version 3 amb una excepció de vinculació que permet enllaçar amb OpenSSL i amb binaris de Windows

## Arquitectura i funcionament
Una instal·lació de Bacula té 3 daemons o serveis diferents que poden residir en màquines diferents:
DirectorControla les còpies de seguretat, les tasques i l'accés a la bases dades.
Storage Daemon (servei d'emmagatzemament)Rep les dades i controla el seu emmagatzemament.
File Daemon (servei client)Controla l'accés a les dades, el xifrat i la compressió del client i la lectura o restauració de les dades.
El Director ho gestiona tot, els serveis client i d'emmagatzemament funcionen com a subordinats seus i no tenen control directe del procés de còpia.
Aquests serveis funcionen en màquines de 3 tipus:
Màquines clientsels ordinadors que contenen els fitxes que cal copiar.
Servidors d'emmagatzemamentels ordinadors que tenen els mitjans d'emmagatzemament.
Servidor de còpies de seguretatel que dirigeix el procés de còpia de seguretat.
Tot i que aquesta estructura pot suggerir que els tres serveis haurien de funcionar en màquines diferents, pot ser que els tres serveis funcionin en una única màquina que controla les còpies de seguretat i que utilitza Samba o NFS per a permetre al servei d'emmagatzemament poder accedir al servidor on s'emmagatzemaran les còpies. A la pràctica, el Director i el servei d'emmagatzemament sovint estan en un mateix servidor i després hi ha un File Daemon a cada màquina que s'ha de copiar.
Bacula, a més a més de tots aquests serveis, utilitza una base de dades per a desar un catàleg amb informació de les còpies de seguretat. Les bases de dades suportades són MySQL, PostgreSQL o SQLite.
Per a controlar els processos de còpia es pot utilitzar el servei Bacula Console que es comunica amb el Director. Aquest programa es pot utilitzar per línia d'ordres o un parell d'interfícies gràfiques basades en Gnome o wxWidgets.
Per a monitorar l'estat del sistema es pot utilitzar el servei Bacula Monitor que permet a l'administrador veure l'estat actual dels serveis Director, Storage i File. Aquest programa funciona amb GTK+ i permet visualitzar l'estat en entorns gràfics de Linux.